# Cuspidaria convexa
Cuspidaria convexa is een tweekleppigensoort uit de familie van de Cuspidariidae. De wetenschappelijke naam van de soort is voor het eerst geldig gepubliceerd in 1911 door Pelseneer.